# Cosmochthonius zanini
Cosmochthonius zanini är en kvalsterart som beskrevs av Penttinen och Gordeeva 2003. Cosmochthonius zanini ingår i släktet Cosmochthonius och familjen Cosmochthoniidae. Inga underarter finns listade i Catalogue of Life.